# S:ta Birgitta församling
S:ta Birgitta församling tillhör Kalmar pastorat i Kalmar-Ölands kontrakt, Växjö stift.

## Administrativ historik
Församlingen bildades 1989 när Kalmar församling uppdelades.
En församling med detta namn fanns också i Kalmar, som på 1500-talet uppgick i Kalmar stadsförsamling. 

## Församlingsvapen
Församlingen antog 1989 ett heraldiskt vapen med blasoneringen: I grönt fält ett kors av silver ytterst på varje korsarm och i korsmitten belagd av en röd rundel och i andra korsvinkeln åtföljd av en tupp av guld med röd beväring.
Korset med rundlarna går tillbaka på birgittinsystrarnas dräkt och symboliserar Kristi sår. Tuppen är en symbol för religiöst uppvaknande. Vapnet formgavs av Torsten Waldemarsson.

## Kyrka
- Sankta Birgitta kyrka